# سرین هیدرولاز
سرین هیدرولاز (انگلیسی: Serine hydrolase) یکی از بزرگترین رده‌های آنزیم‌هاست که از حدود ۲۰۰ آنزیم تشکیل شده و حدود ۱٪ از ژن‌های پروتئوم انسان را تشکیل می‌دهند.
یک وجه تمایز این گروه از آنزیم‌ها وجود یک سرین هسته‌دوست در جایگاه فعال ساختمانی‌شان است که جهت هیدرولیز سوبستراها بکار می‌روند. این سرین یک میانجی اسیل-آنزیم ایجاد می‌کند که شروع کاتالیز است و پس از آن پدیدهٔ صابون‌سازی این میانجی به‌واسطهٔ آب/هیدروکسید صورت می‌پذیرد. برخلاف سایر سرین‌های غیر کاتالیتیک، سرین‌های هسته‌دوست با یک رلهٔ پروتونی فعال می‌شوند که در واقع یک سه‌گانه کاتالیزگر شامل سرین، یک ریشهٔ اسیدی همچون آسپارتات یا گلوتامات و یک ریشهٔ قلیایی چون هیستیدین است.
اَبَـرخانوادهٔ سرین هیدرولازها به شرح زیر هستند:
- سرین پروتئازها مثل تریپسین و کیموتریپسین
- لیپازهای خارج‌سلولی همچون لیپازهای لوزالمعده، کبد، معده، درون‌رگی و لیپوپروتئین لیپاز
- لیپازهای درون‌سلولی همچون لیپازهای حساس به هورمون، منواسیل‌گلیسرول لیپاز، آدیپوز تری‌گلیسرید لیپاز، دی‌اسیل‌گلیسرول لیپاز
- کولین‌استرازها همچون استیل‌کولین‌استراز و بوتیریل‌کولین‌استراز
- تیواسترازهای مولکولی کوچک مثل سینتاز اسید چرب و اسیل-کوآ تیواستراز
- برخی فسفولیپازها همچون فسفولیپاز ای۲ و استیل‌هیدرولاز فاکتور فعال‌کنندهٔ پلاکت
- هیدرولازهای پروتئین و گلیکان شامل فسفات متیل‌استراز ۱، اسیل‌اکسی‌اسیل هیدرولاز و استیل‌استراز اسید سیالیک
- برخی آمیدازها مثل FAAH
- برخی پپتیدازها همچون دی‌پپتیدیل پپتیداز ۴، پروتئین فعال‌سازی فیبروبلاست و پرولیل‌اندوپپتیداز